# جوزيف بيري
جوزيف بيري (بالإنجليزية: Joseph Berry)‏ (29 نوفمبر 1829 - 20 أبريل 1894) هو لاعب كريكت بريطاني (وحمل سابقاً جنسية المملكة المتحدة لبريطانيا العظمى وأيرلندا).